# Алиев, Имамверди Барат оглы
Имамверди Барат оглы Алиев (азерб. İmamverdi Barat oğlu Əliyev; 1 октября 1950, Гулубейли, Имишлинский район — 15 октября 1991, Ходжавендский район) — азербайджанский полицейский, старший лейтенант полиции, участник Первой карабахской войны, Национальный герой Азербайджана (1992, посмертно).

## Награды
Указом президента Азербайджанской Республики Абульфаза Эльчибея № 264 от 8 октября 1992 года старшему лейтенанту полиции Имамверди Барат оглы Алиеву за личное мужество и отвагу, проявленные во время защиты территориальной целостности Азербайджанской Республики и обеспечения безопасности мирного населения, было присвоено звание Национального Героя Азербайджана (посмертно).

## Память
Именем Имамверди Алиева названа одна из улиц в Имишлинском районе. Средняя школа села Гулубейли, где родился Алиева, также носи его имя. Перед зданием Имишлинского районного отделения внутренних дел установлен бюст героя.